# Ornithomya cecropis
Ornithomya cecropis är en tvåvingeart som beskrevs av Roger A. Hutson 1971. Ornithomya cecropis ingår i släktet Ornithomya och familjen lusflugor.
Artens utbredningsområde är Kenya. Inga underarter finns listade i Catalogue of Life.